# Yue Yuen Industrial
Yue Yuen Industrial Holdings Limited («Юэ Юэнь Индастриал Холдингс») — китайская обувная компания, один из крупнейших в мире контрактных производителей и дистрибьютеров спортивной и повседневной обуви (известна как «обувной Foxconn»). Основана в 1988 году, штаб-квартира в Куньтхоне (Гонконг). Входит в состав тайваньского конгломерата Pou Chen Corporation.

## История
В 1969 году тайваньская семья Цай занялась производством парусиновой и резиновой обуви, а в 1970 году приступила к производству спортивной обуви на контрактной основе. Yue Yuen Industrial была основана в Гонконге в апреле 1988 году как дочерняя структура тайваньской Pou Chen Corporation, принадлежащей семье Цай. В том же 1988 году компания открыла фабрики в материковом Китае, а в 1992 году — в Индонезии; кроме того, в июле 1992 года она вышла на Гонконгскую фондовую биржу.
В 1994 году Yue Yuen открыла обувные фабрики во Вьетнаме; в 2001 году расширила свой розничный бизнес в Китае; в 2002 году приобрела у материнской Pou Chen Corporation доли в 67 компаниях, которые производили сырьё, материалы, комплектующие и инструменты для обувной промышленности. В 2004 году Yue Yuen Industrial приобрела доли в двух производственных компаниях — Prosperous Industrial (спортивные сумки, рюкзаки, чемоданы и дорожные аксессуары) и Eagle Nice International (спортивная одежда).  
В 2008 году дочерняя компания Pou Sheng International Holdings вышла на Гонконгскую фондовую биржу; она управляет в материковом Китае сетью магазинов спорттоваров YYsports (представляет бренды Nike, Adidas, Skechers, Puma, Converse и другие).
В 2009 году Yue Yuen открыла обувные фабрики в Бангладеш и Камбодже. В апреле 2014 года 40 тыс. рабочих шести фабрик в Дунгуане протестовали против невыплаты компанией в полном объёме взносов на социальное обеспечение и аренду жилья.
В 2015 году Yue Yuen открыла обувные фабрики в Мьянме, в 2024 году — новые фабрики в Индонезии и Индии. Торговая война между США и Китаем, начавшаяся весной 2025 года, сильно ударила по обувному и розничному бизнесам Yue Yuen Industrial.

## Деятельность
Yue Yuen Industrial разрабатывает дизайн и производит спортивную, туристическую и повседневную обувь, сумки, рюкзаки, а также подошвы, ткани и другие обувные комплектующие. Кроме того, группа занимается розничной торговлей и дистрибуцией в материковом Китае спортивной одежды, обуви и товаров для активного отдыха через дочернюю компанию Pou Sheng International (Гонконг).
Производственные мощности Yue Yuen Industrial расположены в Китае (Гуандун), Вьетнаме, Камбодже, Индонезии, Мьянме, Бангладеш и Индии. 
Крупнейшими заказчиками Yue Yuen являются мировые спортивные гиганты Nike, Converse, Crocs, Authentic Brands Group, Reebok, Rockport, New Balance, Timberland, Merrell, Arc’teryx, Adidas, Puma, Decathlon, Salomon, Asics, Mizuno, LaCrosse Footwear и Danner Boots.
По итогам 2024 года общая выручка Yue Yuen Industrial составила 8,18 млрд долл. (+ 3,7 % в годовом исчислении); производство обуви принесло 5,62 млрд долл., а розничный бизнес — 2,56 млрд долл.; компания выпустила 255,3 млн пар обуви (в 2022 году — 272,7 млн пар) и управляла розничной сетью из 3448 магазинов. Основными производителями обуви Yue Yuen стали Индонезия (54 %), Вьетнам (31 %) и Китай (11 %). Основные продажи обуви пришлись на США (27,4 %), Европу (25,5 %) и Китай (18,5 %).

## Акционеры
Крупнейшими акционерами Yue Yuen Industrial являются тайваньская Pou Chen Corporation (51,36 %) и британская Silchester International Investors (5 %).